# Jon Jonsen Litle
Jon Jonsen Litle eller Lille (omkring 1230 – 4. august 1307 på Tommerup, Skåne) var dansk drost. Han var en søn af Jon Reinmothsen og Ebbe Sunesens datter Cæcilie, og han nævnes første gang i 1248, da han mageskiftede med Esrom Kloster. Han blev begravet i Esrom Kloster. 
I 1262 var han indsat som gælker, dvs. kongens øverste embedsmand, i Skåne, og sammen med den pavelige nuntius Magnus Gerhard bekæmpede han Jacob Erlandsens støtter. Han afgav sin rolle som gældkær for den tidligere høvedsmand i Skåne Niels Erlandsen. I 1299 blev han drost.
Hans hustru Ingefred, der døde nogle år før ham, havde født ham flere sønner, hvoraf dog vist ingen overlevede faderen, og en datter, Cæcilie (1280-o.1302). 